# Cantone di Mesvres
Il Cantone di Mesvres era una divisione amministrativa dell'arrondissement di Autun.
È stato soppresso a seguito della riforma complessiva dei cantoni del 2014, che è entrata in vigore con le elezioni dipartimentali del 2015.
Comprendeva i comuni di:
- La Boulaye
- Brion
- Broye
- La Chapelle-sous-Uchon
- Charbonnat
- Dettey
- Laizy
- Mesvres
- Saint-Eugène
- Saint-Nizier-sur-Arroux
- La Tagnière
- Uchon